# Chāh Gorgī
Chāh Gorgī (persiska: چاه گرگی) är en ort i Iran.   Den ligger i provinsen Kohgiluyeh och Buyer Ahmad, i den centrala delen av landet, 500 km söder om huvudstaden Teheran. Chāh Gorgī ligger 1 041 meter över havet och antalet invånare är 309.
Terrängen runt Chāh Gorgī är kuperad åt nordost, men åt sydväst är den bergig. Chāh Gorgī ligger nere i en dal. Runt Chāh Gorgī är det ganska glesbefolkat, med 47 invånare per kvadratkilometer. Närmaste större samhälle är Landeh, 16,7 km sydväst om Chāh Gorgī. Omgivningarna runt Chāh Gorgī är i huvudsak ett öppet busklandskap.